# Michael Rendi
Michael Rendi (* 9. Oktober 1964 in Wien) ist ein österreichischer Diplomat und derzeit Botschafter in Rom.

## Leben
Rendi entstammt einer altösterreichischen jüdischen Tuchhändlerfamilie, die in Graz (Kaufhaus Simon Rendi am Joanneumring)  und Zagreb ansässig war. Er wuchs in Österreich, Triest und São Paulo auf.
Nach dem Besuch des Lycée Français de Vienne und des Liceu Pasteur in São Paulo absolvierte er ein Studium an der Wirtschaftsuniversität Wien und trat 1992 in den diplomatischen Dienst ein, wo er zunächst an den österreichischen Botschaften in Damaskus, Helsinki und London eingesetzt wurde. Von 2002 bis 2007 leitete er das Büro des Generalsekretärs im österreichischen Bundesministerium für europäische und internationale Angelegenheiten. Von 2008 bis 2011 bekleidete er den Posten des österreichischen Botschafters in Israel.
Bevor er 2016 als Kabinettchef ins Bundeskanzleramt wechselte, leitete Rendi die Abteilung für die Vereinten Nationen und internationale Organisationen im österreichischen Bundesministerium für europäische und internationale Angelegenheiten. Von 2016 bis 2017 war er Kabinettchef des damaligen SPÖ-Kanzleramtsministers Thomas Drozda.

## Privates
Rendi ist mit der österreichischen Ärztin, Politikerin und ehemaligen Parteivorsitzenden der SPÖ, Pamela Rendi-Wagner verheiratet, mit der er zwei Töchter hat.
Rendi war Mitbegründer und 1. Präsident des Rugby Club Wien (heute Rugby Union Donau Wien). 1992 war Michael Rendi Kapitän der Österreichischen Rugby-Nationalmannschaft beim ersten offiziellen Länderspiel Österreich gegen Ungarn in Budapest.